# Пањицке Дравце
Пањицке Дравце (слч. Panické Dravce) насељено је мјесто са административним статусом сеоске општине (слч. obec) у округу Лучењец, у Банскобистричком крају, Словачка Република.

## Становништво
| Година:    | 1994. | 2004.   | 2014.   | 2024.   |
| ---------- | ----- | ------- | ------- | ------- |
| Број људи: | 718   | 737     | 745     | 738     |
| Разлика:   |       | +2,64 % | +1,08 % | -0,93 % |

| Година:    | 2023. | 2024.   |
| ---------- | ----- | ------- |
| Број људи: | 737   | 738     |
| Разлика:   |       | +0,13 % |

Према подацима о броју становника из 2011. године насеље је имало 755 становника.